# 爪哇海櫛鱗鰨
爪哇海櫛鱗鰨為輻鰭魚綱鰈形目鰨亞目鰨科的其中一種，為熱帶魚類，分布於西太平洋爪哇海及菲律賓半鹹水、海域，棲息深度30-50公尺，體長可達110公分，棲息在底層水域，生活習性不明。